# Axiom von Veblen-Young
Das Axiom von Veblen-Young (nach Oswald Veblen und John Wesley Young) ist ein Axiom der projektiven Geometrie:
Wenn sich die durch vier Punkte A, B, C und D gegebenen Geraden AB und CD schneiden, dann schneiden sich auch die Geraden AC und BD.
Das Axiom von Veblen-Young ist in der Literatur auch als Axiom von Pasch bezeichnet worden. Das üblicherweise nach Moritz Pasch benannte Axiom ist (z. B. in Hilberts Axiomensystem der euklidischen Geometrie) ein Anordnungsaxiom für affine Räume, wohingegen das Axiom von Veblen-Young ein reines Inzidenzaxiom für projektive Räume ist.
Zusammen mit dem Geradenaxiom – („Durch zwei verschiedene Punkte gibt es genau eine Gerade.“) – und zwei Reichhaltigkeitsaxiomen („Jede Gerade geht durch wenigstens 3 Punkte.“ und „Es gibt mindestens 2 verschiedene Geraden.“) charakterisiert das Axiom von Veblen-Young eine projektive Inzidenzgeometrie beliebiger Dimension größer oder gleich 2 im Sinne der synthetischen Geometrie.
Eine Folgerung dieses Systems aus vier Axiomen ist, dass ein schneidendes Geradenpaar eine Ebene bestimmt, in der dann die Axiome
einer projektiven Ebene gelten:
- (PE1) Zu je zwei Punkten gibt es genau eine Gerade, die mit beiden inzidiert.
- (PE2) Zu je zwei Geraden gibt es genau einen Punkt, der mit beiden inzidiert.
- (PE3) Es gibt ein vollständiges Viereck, d. h. vier Punkte, von denen keine drei mit derselben Geraden inzidieren.

Eine projektive Geometrie, die folgende Reichhaltigkeitsbedingung erfüllt, ist mindestens dreidimensional:
- (D) Es gibt ein Geradenpaar, das sich nicht schneidet.

Nun hat sich gezeigt, dass projektive Ebenen, die Teilräume eines mindestens dreidimensionalen projektiven Raumes sind, immer den Satz von Desargues erfüllen (also desarguessche Ebenen sind) und damit isomorph zu einer Koordinatenebene über einem Schiefkörper sind. Daher werden in der synthetischen Geometrie fast ausschließlich die zweidimensionalen projektiven Räume, d. h. Ebenen untersucht, für die zahlreiche nichtdesarguesssche Beispiele bekannt sind. Das historisch wichtige Axiom von Veblen und Young wird kaum noch benutzt, weil die drei- und höherdimensionalen Räume durch ihre klassifizierten Koordinatenschiefkörper im Wesentlichen als verstanden gelten können. Ein zu dem genannten Axiomensystem (PE1), (PE2), (PE3) äquivalentes Axiomensystem für Ebenen erhält man, wenn man bei den genannten Axiomen einer mindestens zweidimensionalen projektiven Geometrie an Stelle des Axioms von Veblen-Young (PE2) verwendet, das, wenn es von beliebigen Geradenpaaren gefordert wird, ausschließt, dass die Aussage von (D) für die Geometrie gilt.